# Danh sách di sản văn hóa Tây Ban Nha được quan tâm ở tỉnh Huelva
Danh sách di sản văn hóa Tây Ban Nha được quan tâm ở Huelva (tỉnh).

## Các di sản liên quan đến nhiều thành phố
| Tên                  | Dạng                  | Địa điểm                             | Tọa độ                                       | Số hồ sơ tham khảo? | Số hồ sơ tại chính phủ tự trị? | Ngày nhận danh hiệu?      | Hình ảnh                                                    |
| -------------------- | --------------------- | ------------------------------------ | -------------------------------------------- | ------------------- | ------------------------------ | ------------------------- | ----------------------------------------------------------- |
| Lugares colombinos   | Lịch sử và nghệ thuật | Varios municipios de la provincia    |                                              | RI-53-0000083       |                                | ngày 2 tháng 3 năm 1967   | Lugares Colombinos de la Provincia de Huelva · Upload image |
| Zona Minera Riotinto | Địa điểm lịch sử      | Nerva, Huelva và El Campillo, Huelva | 37°42′00″B 6°33′57″T / 37,700107°B 6,56584°T | RI-54-0000194       |                                | ngày 25 tháng 10 năm 2005 | Zona Minera de Riotinto · Upload image                      |

## Các di sản theo thành phố

### A

#### Alájar
| Tên    | Dạng                                          | Địa điểm | Tọa độ                                        | Số hồ sơ tham khảo? | Số hồ sơ tại chính phủ tự trị? | Ngày nhận danh hiệu? | Hình ảnh                                  |
| ------ | --------------------------------------------- | -------- | --------------------------------------------- | ------------------- | ------------------------------ | -------------------- | ----------------------------------------- |
| Alájar | Khu phức hợp lịch sử Centro histórico Mudéjar | Alájar   | 37°52′00″B 6°40′00″T / 37,866667°B 6,666667°T | RI-53-0000262       | 210010033                      | 30/07/1982           | Centro Histórico de Alájar · Upload image |

#### Almonaster la Real
| Tên                                       | Dạng                                | Địa điểm                     | Tọa độ                                        | Số hồ sơ tham khảo? | Số hồ sơ tại chính phủ tự trị? | Ngày nhận danh hiệu? | Hình ảnh                                              |
| ----------------------------------------- | ----------------------------------- | ---------------------------- | --------------------------------------------- | ------------------- | ------------------------------ | -------------------- | ----------------------------------------------------- |
| Mezquita Almonaster Real                  | Di tích Kiến trúc phòng thủ Lâu đài | Almonaster la Real           | 37°52′12″B 6°47′15″T / 37,870116°B 6,787616°T | RI-51-0000619       | 210040003                      | 03/06/1931           | Castillo de Almonaster la Real · Upload image         |
| Nhà thờ San Martín (Almonaster Real)      | Di tích Nhà thờ                     | Almonaster la Real           | 37°52′23″B 6°47′11″T / 37,872934°B 6,786388°T | RI-51-0007393       | 210040026                      | 30/12/1992           | Upload image                                          |
| Almonaster Real                           | Khu phức hợp lịch sử                | Almonaster la Real           | 37°52′19″B 6°47′16″T / 37,871814°B 6,787903°T | RI-53-0000267       | 210040028                      | 24/09/1982           | Centro Histórico de Almonaster la Real · Upload image |
| Nhà hoang Santa Eulalia (Almonaster Real) | Di tích Nơi hẻo lánh                | Almonaster la Real           | 37°48′33″B 6°40′04″T / 37,809047°B 6,667886°T | RI-51-0004227       | 210040027                      | 02/04/1976           | Upload image                                          |
| Đồi Moro                                  | Di tích                             | Almonaster la Real           |                                               | RI-51-0011881       | 25-06-1985                     | Upload image         |                                                       |
| Castillejito                              | Di tích                             | Almonaster la Real           |                                               | RI-51-0011882       | 25-06-1985                     | Upload image         |                                                       |
| Castillejo (Almonaster Real)              | Di tích                             | Almonaster la Real           |                                               | RI-51-0007825       | 22-06-1993                     | Upload image         |                                                       |
| Zona Arqueológica Santa Eulalia           | Khu khảo cổ                         | Almonaster la Real El Patras |                                               | RI-55-0000656       | 27-05-2003                     | Upload image         |                                                       |

#### Almonte (Tây Ban Nha)
| Tên                                          | Dạng                   | Địa điểm                           | Tọa độ                                        | Số hồ sơ tham khảo? | Số hồ sơ tại chính phủ tự trị? | Ngày nhận danh hiệu? | Hình ảnh                                              |
| -------------------------------------------- | ---------------------- | ---------------------------------- | --------------------------------------------- | ------------------- | ------------------------------ | -------------------- | ----------------------------------------------------- |
| Tháp Porretal (Almonte)                      | Di tích Tháp defensiva | Almonte (Tây Ban Nha)              |                                               | RI-51-0011883       | 210050010                      | 22-06-1993           | Upload image                                          |
| Mộ Nuestra Señora Rocío và zona que lo rodea | Địa điểm lịch sử       | Almonte (Tây Ban Nha)              |                                               | RI-54-0000044       | 07-06-1973                     | Upload image         |                                                       |
| Mộ và Aldea Rocío (Delimitación)             | Địa điểm lịch sử       | Almonte (Tây Ban Nha)              |                                               | RI-54-0000210       | 26-09-2006                     | Upload image         |                                                       |
| Tháp Asperillo (Almonte)                     | Di tích Tháp defensiva | Almonte (Tây Ban Nha)              |                                               | RI-51-0007828       | 210050011                      | 22-06-1993           | Upload image                                          |
| Tháp Higuera                                 | Di tích Tháp defensiva | Almonte (Tây Ban Nha) Matalascañas | 37°00′19″B 6°34′05″T / 37,005212°B 6,568087°T | RI-51-0007830       | 210050012                      | 22-06-1993           | Torre de la Higuera (Almonte) · Upload image          |
| Tháp Carbonera (Almonte)                     | Di tích Tháp defensiva | Almonte (Tây Ban Nha)              | 36°55′58″B 6°28′07″T / 36,932649°B 6,468704°T | RI-51-0007829       | 210050015                      | 22-06-1993           | Upload image                                          |
| Tháp Zalabar (Almonte)                       | Di tích Tháp defensiva | Almonte (Tây Ban Nha)              |                                               | RI-51-0007827       | 210050016                      | 22-06-1993           | Upload image                                          |
| Tháp San Jacinto (Almonte)                   | Di tích Tháp defensiva | Almonte (Tây Ban Nha)              | 36°48′31″B 6°23′02″T / 36,808571°B 6,383915°T | RI-51-0007826       | 210050017                      | 22-06-1993           | Upload image                                          |
| Rocío                                        | Khu phức hợp lịch sử   | Almonte El Rocío                   | 37°07′50″B 6°29′06″T / 37,130556°B 6,485°T    |                     | 210050045                      |                      | Centro Histórico de El Rocío (Almonte) · Upload image |

#### Aracena
| Tên                                                            | Dạng                 | Địa điểm | Tọa độ                                        | Số hồ sơ tham khảo? | Số hồ sơ tại chính phủ tự trị? | Ngày nhận danh hiệu? | Hình ảnh                                                               |
| -------------------------------------------------------------- | -------------------- | -------- | --------------------------------------------- | ------------------- | ------------------------------ | -------------------- | ---------------------------------------------------------------------- |
| Lâu đài Aracena                                                | Di tích Lâu đài      | Aracena  | 37°53′23″B 6°33′46″T / 37,889805°B 6,562818°T | RI-51-0007831       | 210070005                      | 22-06-1993           | Castillo de Aracena · Upload image                                     |
| Nhà thờ Nuestra Señora Dolores (Aracena)                       | Di tích Nhà thờ      | Aracena  | 37°53′22″B 6°33′42″T / 37,889332°B 6,561664°T | RI-51-0000622       | 210070029                      | 03-06-1931           | Upload image                                                           |
| Nhà thờ Convento Santa Catalina Martir (Aracena)               | Di tích Nhà thờ      | Aracena  | 37°53′34″B 6°33′33″T / 37,892829°B 6,559216°T | RI-51-0009233       | 210070030                      | 01-07-2008           | Iglesia del Convento de Santa Catalina Martir (Aracena) · Upload image |
| Aracena                                                        | Khu phức hợp lịch sử | Aracena  | 37°53′28″B 6°33′40″T / 37,891111°B 6,561111°T | RI-53-0000428       | 210070037                      | 30/7/1991            | Centro Histórico de Aracena · Upload image                             |
| Castañuelo '' Khu dân cư và Nghĩa địa Castañuelo. Santuario '' | Khu khảo cổ          | Aracena  |                                               | RI-55-0000506       | 06-05-2008                     | Upload image         |                                                                        |

#### Aroche
| Tên                                                                  | Dạng                       | Địa điểm | Tọa độ                                        | Số hồ sơ tham khảo? | Số hồ sơ tại chính phủ tự trị? | Ngày nhận danh hiệu? | Hình ảnh                                  |
| -------------------------------------------------------------------- | -------------------------- | -------- | --------------------------------------------- | ------------------- | ------------------------------ | -------------------- | ----------------------------------------- |
| Pháo đài Tháp Llano (Aroche)                                         | Di tích Fortaleza          | Aroche   | 37°56′46″B 6°57′17″T / 37,945991°B 6,954646°T | RI-51-0011886       | 210080001                      | 25-06-1985           | Upload image                              |
| Aroche                                                               | Khu phức hợp lịch sử       | Aroche   | 37°56′00″B 6°57′00″T / 37,933333°B 6,95°T     | RI-53-0000233       | 210080068                      | 04/11/1980           | Centro Histórico de Aroche · Upload image |
| Tường urbana (Aroche)                                                | Di tích Tường thành Urbana | Aroche   |                                               | RI-51-0011890       | 210080053                      | 25-06-1985           | Upload image                              |
| Lâu đài Aroche                                                       | Di tích Lâu đài            | Aroche   | 37°56′46″B 6°57′16″T / 37,946112°B 6,954533°T | RI-51-0007832       | 210080054                      | 22-06-1993           | Castillo de Aroche · Upload image         |
| Nhà hoang San Mamés (Aroche)                                         | Di tích Nơi hẻo lánh       | Aroche   | 37°58′09″B 6°56′55″T / 37,96906°B 6,948611°T  | RI-51-0012201       | 210080067                      | 08-07-2008           | Upload image                              |
| Lâu đài Maribarba                                                    | Di tích                    | Aroche   |                                               | RI-51-0011887       | 25-06-1985                     | Upload image         |                                           |
| Pháo đài Sierra Torrecilla                                           | Di tích                    | Aroche   |                                               | RI-51-0011891       | 25-06-1985                     | Upload image         |                                           |
| Pháo đài Naranjero                                                   | Di tích                    | Aroche   |                                               | RI-51-0011885       | 25-06-1985                     | Upload image         |                                           |
| Tháp Coloraos                                                        | Di tích                    | Aroche   |                                               | RI-51-0011888       | 25-06-1985                     | Upload image         |                                           |
| Torrequemada                                                         | Di tích                    | Aroche   |                                               | RI-51-0011892       | 25-06-1985                     | Upload image         |                                           |
| Valle Torre                                                          | Di tích                    | Aroche   |                                               | RI-51-0011889       | 25-06-1985                     | Upload image         |                                           |
| Ciudad hispanorromana Turobriga '' Turobriga hay Llanos San Mamés '' | Khu khảo cổ                | Aroche   |                                               | RI-55-0000913       | 08-07-2008                     | Upload image         |                                           |
| Khu vực "la Ladrillera"                                              | Khu khảo cổ                | Aroche   |                                               | RI-55-0000237       | 12-03-1996                     | Upload image         |                                           |

#### Ayamonte
| Tên                                         | Dạng                            | Địa điểm             | Tọa độ                                        | Số hồ sơ tham khảo? | Số hồ sơ tại chính phủ tự trị? | Ngày nhận danh hiệu? | Hình ảnh                                                             |
| ------------------------------------------- | ------------------------------- | -------------------- | --------------------------------------------- | ------------------- | ------------------------------ | -------------------- | -------------------------------------------------------------------- |
| Hornabeque Socorro (Ayamonte)               | Di tích Fortaleza               | Ayamonte             | 37°13′34″B 7°24′17″T / 37,226046°B 7,40473°T  |                     | 210100002                      |                      | Upload image                                                         |
| Tháp Đảo Canela                             | Di tích Tháp defensiva mediaval | Ayamonte Isla Canela | 37°11′21″B 7°22′49″T / 37,189035°B 7,38026°T  |                     | 210100003                      |                      | Torre de Isla Canela (Ayamonte) · Upload image                       |
| Capilla San Antonio (Ayamonte)              | Di tích Nhà thờ                 | Ayamonte             | 37°12′51″B 7°24′21″T / 37,214037°B 7,405826°T | RI-51-0012031       | 210100014                      | 09-01-2007           | Capilla de San Antonio (Ayamonte) · Upload image                     |
| Nhà thờ Salvador (Ayamonte)                 | Di tích Nhà thờ                 | Ayamonte             | 37°13′27″B 7°24′19″T / 37,224264°B 7,405288°T |                     | 210100015                      |                      | Iglesia de Nuestro Señor y Salvador (Ayamonte) · Upload image        |
| Nhà thờ Nuestra Señora Angustias (Ayamonte) | Di tích Nhà thờ                 | Ayamonte             | 37°12′48″B 7°24′32″T / 37,213322°B 7,409021°T | RI-51-0012341       | 210100016                      | 02-12-2008           | Iglesia de Nuestra Señora de las Angustias (Ayamonte) · Upload image |
| Nhà thờ Merced (Ayamonte)                   | Di tích Nhà thờ                 | Ayamonte             | 37°12′49″B 7°24′25″T / 37,213732°B 7,407032°T |                     | 210100017                      |                      | Iglesia de la Merced (Ayamonte) · Upload image                       |
| Nhà thờ San Francisco (Ayamonte)            | Di tích Nhà thờ                 | Ayamonte             | 37°13′06″B 7°24′26″T / 37,218342°B 7,40709°T  | RI-51-0000621       | 210100019                      | 03-06-1931           | Upload image                                                         |
| Thành đá Angustias                          | Di tích Fortaleza               | Ayamonte             | 37°12′47″B 7°24′35″T / 37,213124°B 7,409596°T |                     | 210100035                      |                      | Baluarte de las Angustias (Ayamonte) · Upload image                  |
| Bonete artillero (Ayamonte)                 | Di tích Fortaleza               | Ayamonte             |                                               |                     | 210100044                      |                      | Upload image                                                         |
| Mộ và Aldea Rocío                           | Địa điểm lịch sử                | Ayamonte             |                                               | RI-54-0000147       |                                | Upload image         |                                                                      |
| Thành đá Buscarruidos (Ayamonte)            | Di tích Fortaleza               | Ayamonte             |                                               |                     | 210100045                      |                      | Upload image                                                         |
| Lâu đài Ayamonte                            | Di tích Lâu đài                 | Ayamonte             |                                               |                     | 210100046                      |                      | Castillo de Ayamonte · Upload image                                  |
| Thành đá Buscarruidos                       | Di tích                         | Ayamonte             |                                               | RI-51-0011896       | 25-06-1985                     | Upload image         |                                                                      |
| Thành đá Angustias                          | Di tích                         | Ayamonte             |                                               | RI-51-0010135       | 09-10-1997                     | Upload image         |                                                                      |
| Bonete Artillero                            | Di tích                         | Ayamonte             |                                               | RI-51-0011893       | 25-06-1985                     | Upload image         |                                                                      |
| Lâu đài (Ayamonte)                          | Di tích                         | Ayamonte             |                                               | RI-51-0011895       | 25-06-1985                     | Upload image         |                                                                      |
| Hornabeque Socorro                          | Di tích                         | Ayamonte             |                                               | RI-51-0011894       | 25-06-1985                     | Upload image         |                                                                      |
| Tháp Đảo Canela                             | Di tích                         | Ayamonte             |                                               | RI-51-0007833       | 22-06-1993                     | Upload image         |                                                                      |

### B

#### Beas (Tây Ban Nha)
| Tên                           | Dạng            | Địa điểm                    | Tọa độ | Số hồ sơ tham khảo? | Số hồ sơ tại chính phủ tự trị? | Ngày nhận danh hiệu? | Hình ảnh     |
| ----------------------------- | --------------- | --------------------------- | ------ | ------------------- | ------------------------------ | -------------------- | ------------ |
| Lâu đài Clarines (Beas)       | Di tích Lâu đài | Beas (Tây Ban Nha) Clarines |        | RI-51-0011897       | 210110022                      | 25-06-1985           | Upload image |
| Quần thể Dolménico Labradillo | Khu khảo cổ     | Beas (Tây Ban Nha)          |        | RI-55-0000200       | 08-07-2008                     | Upload image         |              |

#### Bollullos Par del Condado
| Tên                                              | Dạng                     | Địa điểm                  | Tọa độ | Số hồ sơ tham khảo? | Số hồ sơ tại chính phủ tự trị? | Ngày nhận danh hiệu? | Hình ảnh     |
| ------------------------------------------------ | ------------------------ | ------------------------- | ------ | ------------------- | ------------------------------ | -------------------- | ------------ |
| Ayuntamiento (Bollullos Par Condado)             | Di tích Edificio Mudejar | Bollullos Par del Condado |        | RI-51-0004211       | 210130005                      | 30-01-1976           | Upload image |
| Nhà thờ Santiago Apóstol (Bollullos Par Condado) | Di tích Nhà thờ          | Bollullos Par del Condado |        | RI-51-0012100       | 210130006                      | 24-07-2007           | Upload image |

### C

#### Cala, Huelva
| Tên          | Dạng            | Địa điểm     | Tọa độ | Số hồ sơ tham khảo? | Số hồ sơ tại chính phủ tự trị? | Ngày nhận danh hiệu? | Hình ảnh     |
| ------------ | --------------- | ------------ | ------ | ------------------- | ------------------------------ | -------------------- | ------------ |
| Lâu đài Cala | Di tích Lâu đài | Cala, Huelva |        | RI-51-0007834       | 210160001                      | 22-06-1993           | Upload image |

#### Calañas
| Tên                                     | Dạng                     | Địa điểm                   | Tọa độ | Số hồ sơ tham khảo? | Số hồ sơ tại chính phủ tự trị? | Ngày nhận danh hiệu? | Hình ảnh     |
| --------------------------------------- | ------------------------ | -------------------------- | ------ | ------------------- | ------------------------------ | -------------------- | ------------ |
| Lâu đài Morante (Calañas)               | Di tích Lâu đài          | Calañas El Morante         |        | RI-51-0011899       | 210170001                      | 25/06/1985           | Upload image |
| Đồi Castillejita (Calañas)              | Di tích                  | Calañas Cerro Castillejita |        | RI-51-0011898       | 210170008                      | 25-06-1985           | Upload image |
| Nhà thờ Nuestra Señora Gracia (Calañas) | Di tích Nhà thờ          | Calañas                    |        |                     | 210170011                      | 25/06/1985           | Upload image |
| Mercado municipal abastos (Calañas)     | Di tích Kiến trúc dân sự | Calañas                    |        |                     | 210170015                      |                      | Upload image |

#### Campofrío
| Tên                          | Dạng            | Địa điểm  | Tọa độ | Số hồ sơ tham khảo? | Số hồ sơ tại chính phủ tự trị? | Ngày nhận danh hiệu? | Hình ảnh     |
| ---------------------------- | --------------- | --------- | ------ | ------------------- | ------------------------------ | -------------------- | ------------ |
| Lâu đài Cobullos (Campofrío) | Di tích Lâu đài | Campofrío |        | RI-51-0011901       | 210190001                      | 25-06-1985           | Upload image |

#### Cartaya
| Tên                                                                                | Dạng            | Địa điểm           | Tọa độ                                                     | Số hồ sơ tham khảo? | Số hồ sơ tại chính phủ tự trị? | Ngày nhận danh hiệu? | Hình ảnh                                                                                        |
| ---------------------------------------------------------------------------------- | --------------- | ------------------ | ---------------------------------------------------------- | ------------------- | ------------------------------ | -------------------- | ----------------------------------------------------------------------------------------------- |
| Lâu đài pháo đài Los Zúñiga Quảng trường Almendros, 4, 21450 Cartaya (636-498 474) | Di tích Lâu đài | Cartaya            | 37°17′03″B 7°09′23″T / 37,284237296437°B 7,1564447879791°T | RI-51-0007835       | 210210004                      | 22-06-1993           | Upload image                                                                                    |
| Tu viện Santísima Trinidad (Cartaya)                                               | Di tích Tu viện | Cartaya            |                                                            | RI-51-0012076       | 210210007                      | 23-09-2008           | Antiguo convento de los Mercedarios Descalzos de la Santísima Trinidad (Cartaya) · Upload image |
| Lâu đài San Miguel (Cartaya)                                                       | Di tích Lâu đài | Cartaya El Rompido |                                                            | RI-51-0007835-00000 | 210210018                      | 22-06-1993           | Upload image                                                                                    |

#### Castaño del Robledo
| Tên                                                                                          | Dạng                 | Địa điểm            | Tọa độ                                   | Số hồ sơ tham khảo? | Số hồ sơ tại chính phủ tự trị? | Ngày nhận danh hiệu? | Hình ảnh                                               |
| -------------------------------------------------------------------------------------------- | -------------------- | ------------------- | ---------------------------------------- | ------------------- | ------------------------------ | -------------------- | ------------------------------------------------------ |
| Nhà thờ Santiago Apóstol (Castaño Robledo) Nhà thờ Santiago Mayor Parroquia Santiago Apóstol | Di tích Nhà thờ      | Castaño del Robledo |                                          | RI-51-0012068       | 210220013                      | 09/09/2008           | Upload image                                           |
| Castaño Robledo                                                                              | Khu phức hợp lịch sử | Castaño del Robledo | 37°53′00″B 6°42′00″T / 37,883333°B 6,7°T | RI-53-0000282       | 210220002                      | 22/12/1982           | Centro Histórico de Castaño del Robledo · Upload image |
| Nhà thờ inacabada (Castaño Robledo)                                                          | Di tích Nhà thờ      | Castaño del Robledo |                                          |                     | 210220014                      |                      | Upload image                                           |

#### Corteconcepción
| Tên             | Dạng                 | Địa điểm        | Tọa độ                        | Số hồ sơ tham khảo? | Số hồ sơ tại chính phủ tự trị? | Ngày nhận danh hiệu? | Hình ảnh     |
| --------------- | -------------------- | --------------- | ----------------------------- | ------------------- | ------------------------------ | -------------------- | ------------ |
| Corteconcepción | Khu phức hợp lịch sử | Corteconcepción | 37°54′B 6°30′T / 37,9°B 6,5°T | RI-53-0000590       | 210240028                      | 02/03/2004           | Upload image |

#### Cortegana
| Tên                                 | Dạng             | Địa điểm  | Tọa độ | Số hồ sơ tham khảo? | Số hồ sơ tại chính phủ tự trị? | Ngày nhận danh hiệu? | Hình ảnh                             |
| ----------------------------------- | ---------------- | --------- | ------ | ------------------- | ------------------------------ | -------------------- | ------------------------------------ |
| Castillejo (Cortegana)              | Di tích Lâu đàis | Cortegana |        |                     | 210250002                      |                      | Upload image                         |
| Lâu đài Cortegana                   | Di tích Lâu đài  | Cortegana |        | RI-51-0007836       | 210250016                      | 25/06/1985           | Castillo de Cortegana · Upload image |
| Nhà thờ Divino Salvador (Cortegana) | Di tích Nhà thờ  | Cortegana |        |                     | 210250026                      |                      | Upload image                         |

#### Cortelazor
| Tên        | Dạng                 | Địa điểm   | Tọa độ                                        | Số hồ sơ tham khảo? | Số hồ sơ tại chính phủ tự trị? | Ngày nhận danh hiệu? | Hình ảnh     |
| ---------- | -------------------- | ---------- | --------------------------------------------- | ------------------- | ------------------------------ | -------------------- | ------------ |
| Cortelazor | Khu phức hợp lịch sử | Cortelazor | 37°56′00″B 6°37′00″T / 37,933333°B 6,616667°T | RI-53-0000608       | 210260005                      | 26/04/2005           | Upload image |

#### Cumbres de San Bartolomé
| Tên                                    | Dạng            | Địa điểm                 | Tọa độ                                        | Số hồ sơ tham khảo? | Số hồ sơ tại chính phủ tự trị? | Ngày nhận danh hiệu? | Hình ảnh     |
| -------------------------------------- | --------------- | ------------------------ | --------------------------------------------- | ------------------- | ------------------------------ | -------------------- | ------------ |
| Lâu đài Cumbres San Bartolomé (Huelva) | Di tích Lâu đài | Cumbres de San Bartolomé | 38°04′00″B 6°44′00″T / 38,066667°B 6,733333°T | RI-51-0007837       | 210280001                      | 22-06-1993           | Upload image |
| Lâu đài Torres                         | Di tích         | Cumbres de San Bartolomé |                                               | RI-51-0011016       | 25-06-1985                     | Upload image         |              |

#### Cumbres Mayores
| Tên                     | Dạng    | Địa điểm        | Tọa độ | Số hồ sơ tham khảo? | Số hồ sơ tại chính phủ tự trị? | Ngày nhận danh hiệu? | Hình ảnh |
| ----------------------- | ------- | --------------- | ------ | ------------------- | ------------------------------ | -------------------- | -------- |
| Lâu đài Cumbres Mayores | Di tích | Cumbres Mayores |        | RI-51-0000069       | 02-08-1895                     | Upload image         |          |

### E

#### El Almendro, Huelva
| Tên               | Dạng                        | Địa điểm    | Tọa độ                                        | Số hồ sơ tham khảo? | Số hồ sơ tại chính phủ tự trị? | Ngày nhận danh hiệu? | Hình ảnh                           |
| ----------------- | --------------------------- | ----------- | --------------------------------------------- | ------------------- | ------------------------------ | -------------------- | ---------------------------------- |
| Lâu đài Peña Maya | Di tích Kiến trúc phòng thủ | El Almendro | 37°30′34″B 7°16′12″T / 37,509415°B 7,270086°T | RI-51-0011880       | 210030018                      | 25/06/1985           | Castillo Peña Amaya · Upload image |

#### El Campillo, Huelva
| Tên                         | Dạng                                      | Địa điểm            | Tọa độ | Số hồ sơ tham khảo? | Số hồ sơ tại chính phủ tự trị? | Ngày nhận danh hiệu? | Hình ảnh     |
| --------------------------- | ----------------------------------------- | ------------------- | ------ | ------------------- | ------------------------------ | -------------------- | ------------ |
| Cabezos Coloraos (Campillo) | Di tích Asentamiento musulmán fortificado | El Campillo, Huelva |        | RI-51-0011900       | 210180006                      | 25-06-1985           | Upload image |

#### El Cerro de Andévalo
| Tên                                                                                               | Dạng             | Địa điểm             | Tọa độ                                        | Số hồ sơ tham khảo? | Số hồ sơ tại chính phủ tự trị? | Ngày nhận danh hiệu? | Hình ảnh     |
| ------------------------------------------------------------------------------------------------- | ---------------- | -------------------- | --------------------------------------------- | ------------------- | ------------------------------ | -------------------- | ------------ |
| Nhà thờ Santa María Gracia (Đồi Andévalo) Nhà thờ Parroquial Santa María Gracia Pza. España, nº 3 | Di tích Nhà thờ  | El Cerro de Andévalo | 37°44′00″B 6°56′00″T / 37,733333°B 6,933333°T | RI-51-0012077       | 210230007                      | 24/05/2007           | Upload image |
| Lâu đài Cerca Alta (Đồi Andévalo)                                                                 | Di tích Lâu đài  | El Cerro de Andévalo |                                               | RI-51-0011904       | 210230011                      | 25/06/1985           | Upload image |
| Tháp Morante (Đồi Andévalo)                                                                       | Di tích Lâu đàis | El Cerro de Andévalo |                                               | RI-51-0011903       | 210230012                      | 25/06/1985           | Upload image |

#### El Granado
| Tên               | Dạng    | Địa điểm   | Tọa độ | Số hồ sơ tham khảo? | Số hồ sơ tại chính phủ tự trị? | Ngày nhận danh hiệu? | Hình ảnh     |
| ----------------- | ------- | ---------- | ------ | ------------------- | ------------------------------ | -------------------- | ------------ |
| Castello Malpique | Di tích | El Granado |        | RI-51-0011910       |                                | 25-06-1985           | Upload image |
| Granado           | Di tích | El Granado |        | RI-51-0011909       |                                | 25-06-1985           | Upload image |

#### Encinasola
| Tên                  | Dạng    | Địa điểm   | Tọa độ | Số hồ sơ tham khảo? | Số hồ sơ tại chính phủ tự trị? | Ngày nhận danh hiệu? | Hình ảnh |
| -------------------- | ------- | ---------- | ------ | ------------------- | ------------------------------ | -------------------- | -------- |
| Baluartes Militares  | Di tích | Encinasola |        | RI-51-0007838       | 22-06-1993                     | Upload image         |          |
| Lâu đài (Encinasola) | Di tích | Encinasola |        | RI-51-0011906       | 25-06-1985                     | Upload image         |          |
| Tháp Riscal          | Di tích | Encinasola |        | RI-51-0011905       | 25-06-1985                     | Upload image         |          |
| Tháp D. Juan Austria | Di tích | Encinasola |        | RI-51-0007839       | 22-06-1993                     | Upload image         |          |

#### Escacena del campo
| Tên                                      | Dạng        | Địa điểm           | Tọa độ | Số hồ sơ tham khảo? | Số hồ sơ tại chính phủ tự trị? | Ngày nhận danh hiệu? | Hình ảnh |
| ---------------------------------------- | ----------- | ------------------ | ------ | ------------------- | ------------------------------ | -------------------- | -------- |
| Nhà thờ Divino Salvador (Escacena Campo) | Di tích     | Escacena del campo |        | RI-51-0004162       | 04-01-1975                     | Upload image         |          |
| Tejada Vieja                             | Khu khảo cổ | Escacena del Campo |        | RI-55-0000183       | 17-07-2007                     | Upload image         |          |

### F

#### Fuenteheridos
| Tên           | Dạng                 | Địa điểm      | Tọa độ                         | Số hồ sơ tham khảo? | Số hồ sơ tại chính phủ tự trị? | Ngày nhận danh hiệu? | Hình ảnh                                         |
| ------------- | -------------------- | ------------- | ------------------------------ | ------------------- | ------------------------------ | -------------------- | ------------------------------------------------ |
| Fuenteheridos | Khu phức hợp lịch sử | Fuenteheridos | 37°54′B 6°39′T / 37,9°B 6,65°T | RI-53-0000266       | 210330004                      | 24/09/1982           | Centro Histórico de Fuenteheridos · Upload image |

### G

#### Galaroza
| Tên      | Dạng                 | Địa điểm | Tọa độ                                        | Số hồ sơ tham khảo? | Số hồ sơ tại chính phủ tự trị? | Ngày nhận danh hiệu? | Hình ảnh     |
| -------- | -------------------- | -------- | --------------------------------------------- | ------------------- | ------------------------------ | -------------------- | ------------ |
| Galaroza | Khu phức hợp lịch sử | Galaroza | 37°55′40″B 6°42′30″T / 37,927778°B 6,708333°T |                     | 210340044                      |                      | Upload image |

#### Gibraleón
| Tên                                | Dạng    | Địa điểm  | Tọa độ | Số hồ sơ tham khảo? | Số hồ sơ tại chính phủ tự trị? | Ngày nhận danh hiệu? | Hình ảnh |
| ---------------------------------- | ------- | --------- | ------ | ------------------- | ------------------------------ | -------------------- | -------- |
| Lâu đài và Tường thành (Gibraleón) | Di tích | Gibraleón |        | RI-51-0007840       | 22-06-1993                     | Upload image         |          |
| Tháp Alcolea                       | Di tích | Gibraleón |        | RI-51-0011908       | 25-06-1985                     | Upload image         |          |

### H

#### Higuera de la Sierra
| Tên                                    | Dạng                 | Địa điểm             | Tọa độ                                        | Số hồ sơ tham khảo? | Số hồ sơ tại chính phủ tự trị? | Ngày nhận danh hiệu? | Hình ảnh     |
| -------------------------------------- | -------------------- | -------------------- | --------------------------------------------- | ------------------- | ------------------------------ | -------------------- | ------------ |
| Nhà thờ San Sebastián (Higuera Sierra) | Di tích              | Higuera de la Sierra |                                               | RI-51-0012080       |                                | Upload image         |              |
| Higuera Sierra                         | Khu phức hợp lịch sử | Higuera de la Sierra | 37°50′00″B 6°26′00″T / 37,833333°B 6,433333°T | RI-53-0000582-00000 | 210380002                      |                      | Upload image |

#### Hinojos
| Tên                     | Dạng    | Địa điểm       | Tọa độ | Số hồ sơ tham khảo? | Số hồ sơ tại chính phủ tự trị? | Ngày nhận danh hiệu? | Hình ảnh |
| ----------------------- | ------- | -------------- | ------ | ------------------- | ------------------------------ | -------------------- | -------- |
| Nhà thờ Santiago Mayor  | Di tích | Hinojos        |        | RI-51-0011543       | 18-10-2005                     | Upload image         |          |
| Castillo. Tháp Malandar | Di tích | Hinojos Torres |        | RI-51-0007841       | 22-06-1993                     | Upload image         |          |

#### Huelva
| Tên                                                         | Dạng                                     | Địa điểm                              | Tọa độ                                        | Số hồ sơ tham khảo? | Số hồ sơ tại chính phủ tự trị? | Ngày nhận danh hiệu? | Hình ảnh                                              |
| ----------------------------------------------------------- | ---------------------------------------- | ------------------------------------- | --------------------------------------------- | ------------------- | ------------------------------ | -------------------- | ----------------------------------------------------- |
| Thư viện Pública Estado (Huelva)                            | Biblioteca                               | Huelva Avda. Martín Alonso Pinzón, 16 | 37°15′20″B 6°56′55″T / 37,25558°B 6,9486°T    | RI-BI-0000014       | 210410063                      | 25/06/1985           | Biblioteca Pública del Estado (Huelva) · Upload image |
| Nhà thờ San Pedro (Huelva)                                  | Di tích Kiến trúc tôn giáo Kiểu: Mudéjar | Huelva Plaza de San Pedro             | 37°15′36″B 6°57′02″T / 37,259971°B 6,950548°T | RI-51-0010471       | 01210410037                    | 26-05-1999           | Iglesia de San Pedro · Upload image                   |
| Lâu đài (Huelva)                                            | Di tích                                  | Huelva                                |                                               | RI-51-0011911       |                                | 25-06-1985           | Upload image                                          |
| Khu vực Khảo cổ Cabezo San Pedro (Đồi San Pedro)            | Khu khảo cổ                              | Huelva                                |                                               | RI-55-0000393       |                                | 03-11-1992           | Upload image                                          |
| Nhà thờ Nuestra Señora Concepción (Huelva)                  | Di tích                                  | Huelva                                |                                               | RI-51-0008704       |                                | 15-02-1994           | Upload image                                          |
| Nhà thờ và Antiguo Convento Merced (Huelva) - RI-51-0003842 | Di tích                                  | Huelva                                |                                               | RI-51-0003842       |                                | 12-03-1970           | Upload image                                          |
| Nhà thờ và Antiguo Convento Merced (Huelva) - RI-51-0011184 | Di tích                                  | Huelva                                |                                               | RI-51-0011184       |                                |                      | Upload image                                          |
| Muelles Minerales Río Tinto                                 | Di tích                                  | Huelva                                |                                               | RI-51-0009239       |                                | 18-03-2003           | Upload image                                          |
| Bảo tàng Provincial Bellas Artes (Huelva)                   | Di tích                                  | Huelva                                |                                               | RI-51-0001364       |                                | 01-03-1962           | Upload image                                          |
| Lưu trữ lịch sử Provincial (Huelva)                         | Lưu trữ                                  | Huelva                                |                                               | RI-AR-0000033       | 210410087                      | 10/11/1997           | Upload image                                          |
| Huelva                                                      | Khu phức hợp lịch sử                     | Huelva                                | 37°15′50″B 6°57′47″T / 37,263889°B 6,963056°T |                     | 210410040                      |                      | Centro Histórico de Huelva · Upload image             |
| Barrio Reina Victoria                                       | Khu phức hợp lịch sử                     | Huelva Barrio Reina Victoria          | 37°15′19″B 6°56′19″T / 37,255392°B 6,938642°T | RI-53-0000553-00000 | 210410106                      | 25/06/2002           | Barrio Obrero Reina Victoria (Huelva) · Upload image  |
| Nhà hoang Santuario Nuestra Señora Cinta                    | Di tích                                  | Huelva El Conquero                    |                                               | RI-51-0008663       |                                | 30-11-1993           | Upload image                                          |

### I

#### Isla Cristina
| Tên               | Dạng    | Địa điểm      | Tọa độ | Số hồ sơ tham khảo? | Số hồ sơ tại chính phủ tự trị? | Ngày nhận danh hiệu? | Hình ảnh |
| ----------------- | ------- | ------------- | ------ | ------------------- | ------------------------------ | -------------------- | -------- |
| Lâu đài Redondela | Di tích | Isla Cristina |        | RI-51-0011912       | 25-06-1985                     | Upload image         |          |

### L

#### La Nava
| Tên            | Dạng    | Địa điểm | Tọa độ | Số hồ sơ tham khảo? | Số hồ sơ tại chính phủ tự trị? | Ngày nhận danh hiệu? | Hình ảnh |
| -------------- | ------- | -------- | ------ | ------------------- | ------------------------------ | -------------------- | -------- |
| Lâu đài (Nava) | Di tích | La Nava  |        | RI-51-0007844       | 22-06-1993                     | Upload image         |          |

#### La Palma del Condado
| Tên                  | Dạng                 | Địa điểm             | Tọa độ                                    | Số hồ sơ tham khảo? | Số hồ sơ tại chính phủ tự trị? | Ngày nhận danh hiệu? | Hình ảnh     |
| -------------------- | -------------------- | -------------------- | ----------------------------------------- | ------------------- | ------------------------------ | -------------------- | ------------ |
| Nhà thờ Virgen Valle | Di tích              | La Palma del Condado |                                           | RI-51-0012125       | 12-02-2008                     | Upload image         |              |
| Palma Condado        | Khu phức hợp lịch sử | La Palma del Condado | 37°23′00″B 6°33′00″T / 37,383333°B 6,55°T | RI-53-0000557       | 210540016                      | 08/10/2002           | Upload image |

#### Lepe
| Tên                                     | Dạng    | Địa điểm | Tọa độ | Số hồ sơ tham khảo? | Số hồ sơ tại chính phủ tự trị? | Ngày nhận danh hiệu? | Hình ảnh |
| --------------------------------------- | ------- | -------- | ------ | ------------------- | ------------------------------ | -------------------- | -------- |
| Lâu đài (Lepe)                          | Di tích | Lepe     |        | RI-51-0011913       | 25-06-1985                     | Upload image         |          |
| Nhà thờ Parroquial Santo Domingo Guzmán | Di tích | Lepe     |        | RI-51-0005068       | 17-04-1985                     | Upload image         |          |
| Tháp Catalán                            | Di tích | Lepe     |        | RI-51-0007842       | 22-06-1993                     | Upload image         |          |

#### Linares de la Sierra
| Tên            | Dạng                 | Địa điểm             | Tọa độ                                        | Số hồ sơ tham khảo?  | Số hồ sơ tại chính phủ tự trị? | Ngày nhận danh hiệu? | Hình ảnh     |
| -------------- | -------------------- | -------------------- | --------------------------------------------- | -------------------- | ------------------------------ | -------------------- | ------------ |
| Linares Sierra | Khu phức hợp lịch sử | Linares de la Sierra | 37°53′00″B 6°37′00″T / 37,883333°B 6,616667°T | ARI-53-0000578-00000 | 210450022                      | 08/03/2005           | Upload image |

#### Los Marines
| Tên                      | Dạng                 | Địa điểm    | Tọa độ                                   | Số hồ sơ tham khảo? | Số hồ sơ tại chính phủ tự trị? | Ngày nhận danh hiệu? | Hình ảnh                                       |
| ------------------------ | -------------------- | ----------- | ---------------------------------------- | ------------------- | ------------------------------ | -------------------- | ---------------------------------------------- |
| Castillejo (Los Marines) | Di tích              | Los Marines |                                          | RI-51-0011915       | 25-06-1985                     | Upload image         |                                                |
| Los Marines              | Khu phức hợp lịch sử | Los Marines | 37°54′00″B 6°37′00″T / 37,9°B 6,616667°T | RI-53-0000543-00000 | 210480017                      | 19/02/2002           | Centro Histórico de Los Marines · Upload image |

#### Lucena del Puerto
| Tên            | Dạng    | Địa điểm          | Tọa độ | Số hồ sơ tham khảo? | Số hồ sơ tại chính phủ tự trị? | Ngày nhận danh hiệu? | Hình ảnh |
| -------------- | ------- | ----------------- | ------ | ------------------- | ------------------------------ | -------------------- | -------- |
| Lâu đài Bosque | Di tích | Lucena del Puerto |        | RI-51-0011914       | 25-06-1985                     | Upload image         |          |

### M

#### Moguer
| Tên                                                       | Dạng                 | Địa điểm | Tọa độ                                        | Số hồ sơ tham khảo? | Số hồ sơ tại chính phủ tự trị? | Ngày nhận danh hiệu?    | Hình ảnh                                               |
| --------------------------------------------------------- | -------------------- | -------- | --------------------------------------------- | ------------------- | ------------------------------ | ----------------------- | ------------------------------------------------------ |
| Tòa thị chính (Moguer)                                    | Di tích              | Moguer   |                                               | RI-51-0003786       |                                | ngày 2 tháng 3 năm 1967 | Upload image                                           |
| Lâu đài Moguer                                            | Di tích              | Moguer   |                                               | RI-51-0007843       |                                | 22-06-1993              | Upload image                                           |
| Lâu đài San Fernando (Moguer)                             | Di tích              | Moguer   |                                               | RI-51-0011916       |                                | 25-06-1985              | Upload image                                           |
| Tu viện Santa Clara (Moguer)                              | Di tích              | Moguer   |                                               | RI-51-0000623       |                                | 03-06-1931              | Upload image                                           |
| Moguer                                                    | Khu phức hợp lịch sử | Moguer   | 37°16′32″B 6°50′19″T / 37,275453°B 6,838486°T |                     | 210500057                      |                         | Centro Histórico de Moguer · Upload image              |
| Nhà thờ Nuestra Señora Granada (Moguer)                   | Di tích              | Moguer   |                                               | RI-51-0003785       |                                | ngày 2 tháng 3 năm 1967 | Iglesia de Nuestra Señora de la Granada · Upload image |
| Sitio Histórico lugares vinculados con Juan Ramón Jiménez | Địa điểm lịch sử     | Moguer   |                                               | RI-54-0000179       |                                | 02-11-2004              | Upload image                                           |

### N

#### Niebla (Huelva)
| Tên                             | Dạng                 | Địa điểm        | Tọa độ                                    | Số hồ sơ tham khảo? | Số hồ sơ tại chính phủ tự trị? | Ngày nhận danh hiệu? | Hình ảnh                                  |
| ------------------------------- | -------------------- | --------------- | ----------------------------------------- | ------------------- | ------------------------------ | -------------------- | ----------------------------------------- |
| Lâu đài San Cristóbal (Niebla)  | Di tích              | Niebla (Huelva) |                                           | RI-51-0011917       |                                | 25-06-1985           | Upload image                              |
| Niebla (Huelva)                 | Khu phức hợp lịch sử | Niebla (Huelva) | 37°21′00″B 6°40′00″T / 37,35°B 6,666667°T | RI-53-0000252       | 210530045                      |                      | Centro Histórico de Niebla · Upload image |
| Lâu đài và Tường thành (Niebla) | Di tích              | Niebla (Huelva) |                                           | RI-51-0001168       |                                | 14-04-1945           | Upload image                              |
| Đồi Lâu đài (Niebla)            | Di tích              | Niebla (Huelva) |                                           | RI-51-0011918       |                                | 25-06-1985           | Upload image                              |
| Nhà thờ Santa María Granada     | Di tích              | Niebla (Huelva) |                                           | RI-51-0000618       |                                | 03-06-1931           | Upload image                              |
| Ruínas San Martín               | Di tích              | Niebla (Huelva) |                                           | RI-51-0000237       |                                | 24-11-1922           | Upload image                              |

### P

#### Palos de la Frontera
| Tên                                                                                    | Dạng                 | Địa điểm                    | Tọa độ                                        | Số hồ sơ tham khảo? | Số hồ sơ tại chính phủ tự trị? | Ngày nhận danh hiệu? | Hình ảnh                                                                      |
| -------------------------------------------------------------------------------------- | -------------------- | --------------------------- | --------------------------------------------- | ------------------- | ------------------------------ | -------------------- | ----------------------------------------------------------------------------- |
| Lâu đài Palos Frontera                                                                 | Di tích              | Palos de la Frontera        |                                               | RI-51-0007845       |                                | 22-06-1993           | Upload image                                                                  |
| Nhà thờ San Jorge (Palos Frontera)                                                     | Di tích              | Palos de la Frontera Moguer |                                               | RI-51-0000625       |                                | 03-06-1931           | Iglesia de San Jorge (Palos de la Frontera) · Upload image                    |
| Palos Frontera                                                                         | Khu phức hợp lịch sử | Palos de la Frontera        | 37°13′42″B 6°53′36″T / 37,228472°B 6,893403°T |                     | 210550021                      |                      | Centro Histórico de Palos de la Frontera · Upload image                       |
| Tu viện Rábida và Camino Monasterio                                                    | Di tích              | Palos de la Frontera        |                                               | RI-51-0000003       |                                | 23-02-1856           | Monasterio de Santa María de la Rábida y Camino del Monasterio · Upload image |
| Monumento a Descubridores Monumento Conmemorativo IV Centenario Descubrimiento América | Di tích              | Palos de la Frontera        |                                               | RI-51-0012071       |                                | 11-03-2008           | Upload image                                                                  |
| Tháp Arenilla                                                                          | Di tích              | Palos de la Frontera        |                                               | RI-51-0007846       |                                | 22-06-1993           | Upload image                                                                  |
| Tháp Río Oro                                                                           | Di tích              | Palos de la Frontera        |                                               | RI-51-0007847       |                                | 22-06-1993           | Upload image                                                                  |

#### Paterna del Campo
| Tên             | Dạng    | Địa điểm          | Tọa độ | Số hồ sơ tham khảo? | Số hồ sơ tại chính phủ tự trị? | Ngày nhận danh hiệu? | Hình ảnh |
| --------------- | ------- | ----------------- | ------ | ------------------- | ------------------------------ | -------------------- | -------- |
| Lâu đài Alpizar | Di tích | Paterna del Campo |        | RI-51-0007848       | 22-06-1993                     | Upload image         |          |

#### Paymogo
| Tên               | Dạng    | Địa điểm | Tọa độ | Số hồ sơ tham khảo? | Số hồ sơ tại chính phủ tự trị? | Ngày nhận danh hiệu? | Hình ảnh |
| ----------------- | ------- | -------- | ------ | ------------------- | ------------------------------ | -------------------- | -------- |
| Lâu đài (Paymogo) | Di tích | Paymogo  |        | RI-51-0007849       | 22-06-1993                     | Upload image         |          |

#### Puebla de Guzmán
| Tên                     | Dạng    | Địa điểm         | Tọa độ | Số hồ sơ tham khảo? | Số hồ sơ tại chính phủ tự trị? | Ngày nhận danh hiệu? | Hình ảnh |
| ----------------------- | ------- | ---------------- | ------ | ------------------- | ------------------------------ | -------------------- | -------- |
| Fuerte (Pubelba Guzmán) | Di tích | Puebla de Guzmán |        | RI-51-0011920       | 25-06-1985                     | Upload image         |          |
| Lâu đài Águila          | Di tích | Puebla de Guzmán |        | RI-51-0011919       | 25-06-1985                     | Upload image         |          |

#### Puerto Moral
| Tên                                                                | Dạng    | Địa điểm     | Tọa độ | Số hồ sơ tham khảo? | Số hồ sơ tại chính phủ tự trị? | Ngày nhận danh hiệu? | Hình ảnh |
| ------------------------------------------------------------------ | ------- | ------------ | ------ | ------------------- | ------------------------------ | -------------------- | -------- |
| Nhà thờ San Pedro và San Pablo '' Nhà thờ Nuestra Señora Cabeza '' | Di tích | Puerto Moral |        | RI-51-0012096       | 17-07-2007                     | Upload image         |          |

#### Punta Umbría
| Tên                         | Dạng    | Địa điểm     | Tọa độ | Số hồ sơ tham khảo? | Số hồ sơ tại chính phủ tự trị? | Ngày nhận danh hiệu? | Hình ảnh |
| --------------------------- | ------- | ------------ | ------ | ------------------- | ------------------------------ | -------------------- | -------- |
| Castillo. Tháp Punta Umbria | Di tích | Punta Umbría |        | RI-51-0007850       | 22-06-1993                     | Upload image         |          |

### R

#### Rociana del Condado
| Tên             | Dạng                 | Địa điểm            | Tọa độ                                        | Số hồ sơ tham khảo? | Số hồ sơ tại chính phủ tự trị? | Ngày nhận danh hiệu? | Hình ảnh     |
| --------------- | -------------------- | ------------------- | --------------------------------------------- | ------------------- | ------------------------------ | -------------------- | ------------ |
| Rociana Condado | Khu phức hợp lịch sử | Rociana del Condado | 37°18′28″B 6°35′55″T / 37,307778°B 6,598611°T | RI-53-0000316       | 210610034                      | 29/10/2002           | Upload image |

#### Rosal de la Frontera
| Tên                   | Dạng    | Địa điểm             | Tọa độ | Số hồ sơ tham khảo? | Số hồ sơ tại chính phủ tự trị? | Ngày nhận danh hiệu? | Hình ảnh |
| --------------------- | ------- | -------------------- | ------ | ------------------- | ------------------------------ | -------------------- | -------- |
| Tháp (Rosal Frontera) | Di tích | Rosal de la Frontera |        | RI-51-0011921       | 25-06-1985                     | Upload image         |          |

### S

#### San Bartolomé de la Torre
| Tên                     | Dạng    | Địa điểm                  | Tọa độ | Số hồ sơ tham khảo? | Số hồ sơ tại chính phủ tự trị? | Ngày nhận danh hiệu? | Hình ảnh |
| ----------------------- | ------- | ------------------------- | ------ | ------------------- | ------------------------------ | -------------------- | -------- |
| Castillo. Tháp medieval | Di tích | San Bartolomé de la Torre |        | RI-51-0007851       | 22-06-1993                     | Upload image         |          |

#### San Juan del Puerto (Tây Ban Nha)
| Tên                     | Dạng    | Địa điểm                          | Tọa độ | Số hồ sơ tham khảo? | Số hồ sơ tại chính phủ tự trị? | Ngày nhận danh hiệu? | Hình ảnh |
| ----------------------- | ------- | --------------------------------- | ------ | ------------------- | ------------------------------ | -------------------- | -------- |
| Lâu đài San Juan Puerto | Di tích | San Juan del Puerto (Tây Ban Nha) |        | RI-51-0007852       | 22-06-1993                     | Upload image         |          |
| Lâu đài Nicoba          | Di tích | San Juan del Puerto (Tây Ban Nha) |        | RI-51-0011922       | 25-06-1985                     | Upload image         |          |

#### Sanlúcar de Guadiana
| Tên                                    | Dạng    | Địa điểm             | Tọa độ | Số hồ sơ tham khảo? | Số hồ sơ tại chính phủ tự trị? | Ngày nhận danh hiệu? | Hình ảnh |
| -------------------------------------- | ------- | -------------------- | ------ | ------------------- | ------------------------------ | -------------------- | -------- |
| Lâu đài San Marcos (Sanlúcar Guadiana) | Di tích | Sanlúcar de Guadiana |        | RI-51-0007853       | 22-06-1993                     | Upload image         |          |

#### Santa Olalla del Cala
| Tên                         | Dạng    | Địa điểm              | Tọa độ | Số hồ sơ tham khảo? | Số hồ sơ tại chính phủ tự trị? | Ngày nhận danh hiệu? | Hình ảnh |
| --------------------------- | ------- | --------------------- | ------ | ------------------- | ------------------------------ | -------------------- | -------- |
| Lâu đài (Santa Olalla Cala) | Di tích | Santa Olalla del Cala |        | RI-51-0007854       | 22-06-1993                     | Upload image         |          |
| Lâu đài Santa Marta         | Di tích | Santa Olalla del Cala |        | RI-51-0011923       | 25-06-1985                     | Upload image         |          |
| Đồi Santa María             | Di tích | Santa Olalla del Cala |        | RI-51-0011924       | 25-06-1985                     | Upload image         |          |

### T

#### Trigueros
| Tên                                                                                   | Dạng    | Địa điểm  | Tọa độ | Số hồ sơ tham khảo? | Số hồ sơ tại chính phủ tự trị? | Ngày nhận danh hiệu? | Hình ảnh |
| ------------------------------------------------------------------------------------- | ------- | --------- | ------ | ------------------- | ------------------------------ | -------------------- | -------- |
| Lâu đài (Trigueros)                                                                   | Di tích | Trigueros |        | RI-51-0011925       | 25-06-1985                     | Upload image         |          |
| Colegio Santa Catalina Colegio Compañía Jesús Santa Catalina. Convento Santa Catalina | Di tích | Trigueros |        | RI-51-0012078       | 28-10-2008                     | Upload image         |          |
| Hang Zancarrón Soto                                                                   | Di tích | Trigueros |        | RI-51-0000624       | 03-06-1931                     | Upload image         |          |
| Nhà thờ San Antón Templarios                                                          | Di tích | Trigueros |        | RI-51-0003897       | 22-02-1973                     | Upload image         |          |

### V

#### Valdelarco
| Tên        | Dạng                 | Địa điểm   | Tọa độ                                    | Số hồ sơ tham khảo? | Số hồ sơ tại chính phủ tự trị? | Ngày nhận danh hiệu? | Hình ảnh     |
| ---------- | -------------------- | ---------- | ----------------------------------------- | ------------------- | ------------------------------ | -------------------- | ------------ |
| Valdelarco | Khu phức hợp lịch sử | Valdelarco | 37°57′00″B 6°41′00″T / 37,95°B 6,683333°T | RI-53-0000317       | 210710002                      | 15/06/2004           | Upload image |

#### Valverde del Camino
| Tên                          | Dạng    | Địa điểm            | Tọa độ | Số hồ sơ tham khảo? | Số hồ sơ tại chính phủ tự trị? | Ngày nhận danh hiệu? | Hình ảnh |
| ---------------------------- | ------- | ------------------- | ------ | ------------------- | ------------------------------ | -------------------- | -------- |
| Castillejo (Valverde Camino) | Di tích | Valverde del Camino |        | RI-51-0011926       | 25-06-1985                     | Upload image         |          |
| Castillejo Zau               | Di tích | Valverde del Camino |        | RI-51-0011928       | 25-06-1985                     | Upload image         |          |
| Sierra León                  | Di tích | Valverde del Camino |        | RI-51-0011927       | 25-06-1985                     | Upload image         |          |

#### Villalba del Alcor
| Tên                                               | Dạng    | Địa điểm           | Tọa độ | Số hồ sơ tham khảo? | Số hồ sơ tại chính phủ tự trị? | Ngày nhận danh hiệu? | Hình ảnh |
| ------------------------------------------------- | ------- | ------------------ | ------ | ------------------- | ------------------------------ | -------------------- | -------- |
| Nhà thờ Parroquial San Bartolomé (Villalba Alcor) | Di tích | Villalba del Alcor |        | RI-51-0000620       | 03-06-1931                     | Upload image         |          |

#### Villanueva de los Castillejos
| Tên                   | Dạng    | Địa điểm                      | Tọa độ | Số hồ sơ tham khảo? | Số hồ sơ tại chính phủ tự trị? | Ngày nhận danh hiệu? | Hình ảnh |
| --------------------- | ------- | ----------------------------- | ------ | ------------------- | ------------------------------ | -------------------- | -------- |
| Pháo đài Pie Castillo | Di tích | Villanueva de los Castillejos |        | RI-51-0011929       | 25-06-1985                     | Upload image         |          |

#### Villarrasa
| Tên                                                       | Dạng    | Địa điểm   | Tọa độ | Số hồ sơ tham khảo? | Số hồ sơ tại chính phủ tự trị? | Ngày nhận danh hiệu? | Hình ảnh |
| --------------------------------------------------------- | ------- | ---------- | ------ | ------------------- | ------------------------------ | -------------------- | -------- |
| Lâu đài Valpojoso                                         | Di tích | Villarrasa |        | RI-51-0011930       | 25-06-1985                     | Upload image         |          |
| Nhà hoang Nuestra Señora Angustias '' Ermtia Angustias '' | Di tích | Villarrasa |        | RI-51-0009238       | 02-12-2008                     | Upload image         |          |

### Z

#### Zalamea la Real
| Tên                                                       | Dạng        | Địa điểm        | Tọa độ | Số hồ sơ tham khảo? | Số hồ sơ tại chính phủ tự trị? | Ngày nhận danh hiệu? | Hình ảnh |
| --------------------------------------------------------- | ----------- | --------------- | ------ | ------------------- | ------------------------------ | -------------------- | -------- |
| Lâu đài Buitrón                                           | Di tích     | Zalamea la Real |        | RI-51-0011932       | 25-06-1985                     | Upload image         |          |
| Lâu đài Palanco                                           | Di tích     | Zalamea la Real |        | RI-51-0011931       | 25-06-1985                     | Upload image         |          |
| Nhà thờ Parroquial Nuestra Señora Asunción (Zalamea Real) | Di tích     | Zalamea la Real |        | RI-51-0008686       | 18-01-1994                     | Upload image         |          |
| Khu vực "los Aulagares"                                   | Khu khảo cổ | Zalamea la Real |        | RI-55-0000209       | 02-04-1996                     | Upload image         |          |

#### Zufre
| Tên                                    | Dạng                 | Địa điểm | Tọa độ                                        | Số hồ sơ tham khảo? | Số hồ sơ tại chính phủ tự trị? | Ngày nhận danh hiệu? | Hình ảnh                                   |
| -------------------------------------- | -------------------- | -------- | --------------------------------------------- | ------------------- | ------------------------------ | -------------------- | ------------------------------------------ |
| Atalaya Trastejón                      | Di tích              | Zufre    |                                               | RI-51-0011936       |                                | 25-06-1985           | Upload image                               |
| Tháp canh (Zufre)                      | Di tích              | Zufre    |                                               | RI-51-0011935       |                                | 25-06-1985           | Upload image                               |
| Nhà thờ Parroquial Zufre               | Di tích              | Zufre    |                                               | RI-51-0003898       |                                | 22-02-1973           | Iglesia Parroquial de Zufre · Upload image |
| Tường urbana (Zufre)                   | Di tích              | Zufre    |                                               | RI-51-0011933       |                                | 25-06-1985           | Upload image                               |
| Tháp Harinas                           | Di tích              | Zufre    |                                               | RI-51-0011934       |                                | 25-06-1985           | Upload image                               |
| Zufre                                  | Khu phức hợp lịch sử | Zufre    | 37°50′00″B 6°20′00″T / 37,833333°B 6,333333°T | ARI-53-0000315      | 210790043                      |                      | Centro Histórico de Zufre · Upload image   |
| Delimitación Quần thể Histórico Ciudad | Khu phức hợp lịch sử | Zufre    |                                               | RI-53-0000538       |                                | 22-01-2002           | Upload image                               |

==Chú thích
1. ↑  Generalmente bajo mar, tan solo visible durante grandes bajamares.